# Gornje Ljupče
Lupq i Epërm en albanais et Gornje Ljupče en serbe latin (en serbe cyrillique : Горње Љупче) est une localité du Kosovo située dans la commune/municipalité de Podujevë/Podujevo, district de Pristina (Kosovo) ou district de Kosovo (Serbie). Selon le recensement kosovar de 2011, elle compte 275 habitants, dont 274 Albanais.

## Démographie

### Évolution historique de la population dans la localité
| 1948 | 1953 | 1961 | 1971 | 1981 | 1991 | 2011 |
| ---- | ---- | ---- | ---- | ---- | ---- | ---- |
| 504  | 440  | 471  | 507  | 510  | 673  | 275  |

|  |